# أي. إي. أليس (مؤلف)
أي. إي. أليس (بالإنجليزية: A. E. Ellis)‏ (1920 - 2000)؛ كاتب مسرحي وروائي بريطاني.